# 孫應元 (嘉靖進士)
孫應元（1531年—？），字仁甫，湖廣承天衛人，官籍，明朝政治人物。

## 生平
承天府學生，湖廣鄉試第五十二名舉人。嘉靖四十一年（1562年）中式壬戌科會試第一百八十六名，二甲第六十九名進士。历官兵部职方司郎中，隆慶三年（1569年）十一月升浙江按察司副使，四年四月调任山东，整饬曹州兵备，萬曆元年（1573年）四月升山西左参政，四年正月升本省按察使，五年正月升为都察院右佥都御史、提督雁门等关巡抚山西。

## 家族
曾祖孫琳，散官；祖父孫達；父孫經。前母何氏；母秦氏。具庆下。弟應亨、應時。